# Yenagudde
Yenagudde is een census town in het district Udupi van de Indiase staat Karnataka. 

## Demografie
Volgens de Indiase volkstelling van 2001 wonen er 4537 mensen in Yenagudde, waarvan 47% mannelijk en 53% vrouwelijk is. De plaats heeft een alfabetiseringsgraad van 81%. 